# En farlig Forbryderske
En farlig Forbryderske er en dansk stumfilm fra 1913, der er instrueret af Eduard Schnedler-Sørensen efter manuskript af Palle Rosenkrantz.

## Handling
Denne artikel mangler et handlingsreferat. Hjælp os med at skrive det.